# Z (lokomotor)
Motorloket Z är en svensktillverkad lokomotor som tillverkades 1926–1947. Loket är fortfarande i drift på flera ställen runt om i Sverige.
Loket konstruerades av Lambert Bjurström som ett led i att ersätta de växellok som då användes för rangeringen på bangårdarna. Därefter kom flera olika lokomotortyper från andra tillverkare exempelvis Kalmar Verkstad och Kockums.
År 1942 och 1956 ändrade SJ sitt Littera-system för dessa växellok och de delades in i olika littera enligt nedan följande tabell
.
| Littera 1942 | Littera 1956 | Effekt               | Spårvidd | Exempel                         |
| ------------ | ------------ | -------------------- | -------- | ------------------------------- |
| Z            | Z            | max 75 hk (ca 55 kW) |          |                                 |
| Z2           | Z2           | 76-119 hk            |          |                                 |
| Z3           | Z3           | 120-149 hk           |          | Z3                              |
| Z4           | Z40-serien   | 150-199 hk           |          | Z43, Z49                        |
| Z6           | Z60-serien   | 200-299 hk           |          | Z61, Z62, Z63, Z65, Z66 och Z68 |
| Zt           | Zt           | max 75 hk            | 1 067 mm |                                 |
| Zp           | Zp           | max 75 hk            | 891 mm   |                                 |
| Z2p          | Z2p          | 76-119 hk            | 891 mm   |                                 |
| Z4p          | Z4p          | 120-299 hk           | 891 mm   | Z4p                             |